# Prix Tulenkantaja
Le Prix du porteur de flamme (finnois : Tulenkantaja-palkinto est un prix littéraire décerné depuis 2012 par Aamulehti et par la librairie des porteurs de flamme (fi) de Tampere.

## Description
Le prix est décerné à une œuvre finlandaise parue dans l'année précédente et dont les traductions ont des chances d'être bien accueillies en Europe.
De 2013 à 2015, le prix est de 5 000 euros, en 2016 le prix passe à 10 000 euros.

## Lauréats
| Année | Auteur                               | Ouvrage                    | Président du jury |
| ----- | ------------------------------------ | -------------------------- | ----------------- |
| 2013  | Seita Vuorela                        | Karikko                    | Sofi Oksanen      |
| 2014  | Ville Tietäväinen & Aino Tietäväinen | Vain pahaa unta            | Johanna Sinisalo  |
| 2015  | Anni Kytömäki                        | Kultarinta                 | Leena Lehtolainen |
| 2016  | Iida Rauma                           | Seksistä ja matematiikasta | Tuomas Kyrö       |
| 2017  | Hanna Weselius                       | Alma!                      |                   |